# Юнко гвадалупський
Юнко гвадалупський (Junco insularis) — вид горобцеподібних птахів родини Passerellidae. Ендемік Мексики.

## Поширення
Вид є ендеміком острова Гвадалупе, що за 280 км на захід від Нижньої Каліфорнії, Мексика. Історично він був звичайним і одним із найпоширеніших птахів острова. Зараз він поширений лише на півночі острова. Птах мешкає у гаях монтерейської острівної сосни (Pinus radiata) змішаними з дубом Quercus tomentella і кипарисовика гваделупського (Cupressus guadalupensis) на північній частині острова Гвадалупе, на висоті до 1400 м, але також можна знайти в чагарниках Nicotiana на рівні моря. У період нерозмноження займає різноманітні околиці та відкриті ліси з кущовим підліском і часто відвідує годівниці.
Чисельність популяції невідома, але за останні роки (P. Salaman in litt. 2007) зросла лише з 50-100 птахів у 1995 році (Howell і Webb) завдяки управлінню середовищем проживання та вибракуванню кіз, однак, вважається, що популяція налічує менше 250 статевозрілих особин.

## Опис
Юнко гвадалупський сягає завдовжки 15 см. Голова сіра з чорними смугами. Верхня поверхня сіро-коричнева і стає сірішою до крупа. Чорні крила обведені жовто-бурим. Хвіст чорнуватий. Зовнішні контрольні пера білі. Бока винно-червоні. Нижня сторона біла.

## Статус
У 19 столітті рибалки привезли кіз у Гвадалупе, де вони настільки розмножилися, що до 1870-х років нараховували чотири кози на гектар. Нашестя кіз мало особливо руйнівний вплив на популяції кипариса гваделупського. У 1971 році ще була трикілометрова смуга кипарисового лісу, а до 1988 року вона скоротилася лише до одного кілометра. У 1971 році почалося вилучення кіз з Гвадалупе. У 1971 і 1972 роках було вбито 35 000 кіз. У 2000 році на Гвадалупе все ще жили 4000 кіз. У масштабній кампанії, проведеній Grupo de Ecología y Conservación de Islas (GECI) у співпраці з Мексиканською комісією з охоронюваних територій (CONANP), Військово-морським флотом Мексики та Мексиканським інститутом екології, майже всі кози на Гваделупі були ліквідовані між 2003 і 2006 роками. Результатом стало те, що ендемічна флора відновилася, а шість видів рослин, які вважалися вимерлими, були знову відкриті. Крім того, було виявлено 2000 нових саджанців сосни гваделупської. Завдяки заходам з відновлення популяція гваделупського юнко зросла з 50 до 100 особин у 1988 році до 5700 особин у 2007 році. У 2008 році програма захисту гваделупського юнко зазнала невдачі після того, як пожежі знищили майже половину первинного середовища існування кипариса. Дикі коти та миші також все ще становлять загрозу.